# Ферма обслуживания
Ферма обслуживания — конструкция, обеспечивающая сборку, обслуживание ракет и доступ персонала или экипажа к космическому кораблю. При помощи ферм обслуживания производится последняя проверка, а также в некоторых случаях осуществляется сбор пусковых установок. Также башни (фермы) обслуживания оберегают ракету-носитель и спутники от воздействий окружающей среды.
Обычно башни обслуживания имеют лифт и рабочие площадки. Перед зажиганием двигателей ракеты соединения между башней и кораблем разрываются, а мосты откидываются.
Разработкой и проектированием ферм (башен) обслуживания ракетно-космических комплексов типа «Восток», «Союз», «Мир», «Протон», «Н-1», «Энергия-Буран», международной программы «Морской старт» занималось Центральное конструкторское бюро тяжелого машиностроения.
11 апреля 1961 года Сергей Королев показывал председателю Государственной комиссии Константину Рудневу устройство спускаемого аппарата, находясь на верхнем мостике фермы обслуживания. На верхней площадке фермы обслуживания Федор Востоков и Олег Ивановский  помогал Юрию Гагарину пройти от лифта до кресла космического и участвовал в закрытии люка.
Мобильная башня обслуживания является самым высоким сооружения космодрома «Восточный». Она является уникальной, так как отсутствует на космодромах Байконур и Плесецк. Ее вес составляет 1600 тонн, а высота — 52 метра   МБО, созданная компанией «Мир» для Гвианского космического центра, обладает высотой в 39 метров и общей массой в 870 тонн.
Фермы обслуживания, обслуживающие ракеты-носители американской программы «Спейс шаттл» имели башенную систему доступа, состоящую из двух секций. Именно в башне обслуживания находится "белая комната (white room), которую НАСА использовала для окончательной подготовки космонавта к полету (надевание шлема и прочее). В первый раз она была использована еще во время первой пилотируемой программы США «Меркурий».